# Hyboella angulifrons
Hyboella angulifrons är en insektsart som beskrevs av Hancock, J.L. 1915. Hyboella angulifrons ingår i släktet Hyboella och familjen torngräshoppor. Inga underarter finns listade i Catalogue of Life.